# Семья Декавальканте
Семья Декавальканте — мафиозная семья, занимающаяся преступной деятельностью в городах Элизабет и Ньюарк, штат Нью-Джерси, равно как и по другую сторону Гудзона, в городе Нью-Йорк. Она поддерживает крепкие отношения с большинством из пяти семей, равно как и с Филадельфийской семьёй и Семьёй Патриарки из Бостона и Новой Англии. Её незаконные действия включают рэкет на рынке труда, отмывание денег, наркотрафик, азартные игры, ростовщичество, вымогательства, наёмные убийства, строительство, мошенничество и мошенничество с использованием электронных средств коммуникации, ограбления и «крышевание». Считается, что семья Сопрано из сериала «Клан Сопрано» срисована с настоящей семьи Декавальканте.

## История

### Истоки
Хотя организация и не являлась признанной независимой преступной семьей до прихода к власти Сэма Декавальканте, первым главой нью-джерскийского рэкета был Гаспар Д’Амико. О деятельности группировки при Д’Амико известно немногое, кроме того, что он контролировал азартные игры и занимался бутлегерством в Нью-Арке в начале 20-х. Однако, доказано, что и будущий глава семьи Луккезе Гаэтано «Том» Рейна также играл важную роль в перевозке алкоголя и виски в районе Северного Нью-Джерси во времена Сухого закона. После того как в 30-х Д’Амико ушел в отставку, власть захватил Стефано Бадами.
Стефано «Стив» Бадами, известный рэкетир 30х годов, захватил контроль над организацией Д’Амико (расширившейся до Нью-Арка и Трентона), после ухода последнего в отставку. Однако его правление оказалось крайне разрушительным, так как он не сумел оградить членов группировки Нью-Арка и Трентона от взаимной вражды. Бадами был убит в 1955 в результате очередной волны напряженности между двумя группами. После его смерти к власти пришел заместитель босса, Фил Амари.
Филиппо «Фил» Амари, гангстер, который по уверениям правоохранительных органов США был активно вовлечен в рэкет на рынке труда, ростовщичество, вымогательства и наркотрафика в Нью-Арке и Нью-Йорке, теперь считался новым главой нью-джерсийской группировки. Его правление длилось недолго, так как различные мелкие группировки объединились в желании свергнуть его. Все ещё пребывая на посту, он переехал на Сицилию и был заменен Николасом «Ником» Делморе, который совместно с заместителями босса Элизабет и Нью-Арка, Фрэнком Мажури и Луисом «Толстым Лу» ЛаРассо посещал конференцию в Аппалачине в 1957 дабы представлять группировку из Нью-Джерси.
При Делморе, стоявшим у руля организации до начала 1960-х, враждебность внутри банды наконец стихла. После продолжительной болезни Ник Делморе умер в 1964 году и его племянник Симоне Декавальканте стал новым боссом преступной семьи Декавальканте Северного Нью-Джерси.

### Сэм Водопроводчик
Настоящее признание группировки в качестве семьи началось при Симоне Декавальканте, гангстере «старой школы», дипломатичном, изящно выглядевшем и сознательном Доне, который как будто вобрал в себя образ Дона Корлеоне из романа Марио Пьюзо «Крестный отец». Он родился в 1913 году и большую часть своей жизни занимался азартными играми, убийствами и рэкетом. Он умер от сердечного приступа в 84 года.
В период с 1964 (год, когда он пришел к власти) до 1969 (когда его посадили в тюрьму), он удвоил количество членов своей семьи. Он владел компанией «Отопительные и кондиционерные системы Кенилворт» в городке Кенилворт, штат Нью-Джерси, используя его в качестве легального прикрытия и источника налогооблагаемого дохода, и за который он и получил прозвище «Сэм Водопроводчик». Он приобрел репутацию благодаря тому, что добился такого вожделенного места в знаменитой Комиссии, управляющем органе мафии, который включал в себя Пять семей из Нью-Йорка и чикагскую мафию. Также туда были включены и представители Майами.
А в 1969 году Декавальканте и ещё 54 его сторонника были взяты под арест; Декавальканте признал себя виновным в азартных играх, с оборотом в 20 млн долларов в год. Кроме того, по сведениям суда он и другая мафиозная семья контролировали 90% порнографических магазинов Нью-Йорка. Декавальканте был приговорен к 5 годам заключения, а после того как вышел из тюрьмы, уехал во Флориду и, в основном, отошел от дел мафии, хотя ФБР считает, что он консультировал семью вплоть до начала 90-х. Его преемником стал Джон Риджи.

### Джон Орел
После отбытия Декавальканте своего срока, в середине 70-х, он назначил уважительного и вежливого человека, Джованни «Джо Орла» Риджи действующим боссом семьи. Сам он официально удалился от дел в 1980, передав лидерство Риджи. Последний стал зарабатывать большие деньги на рэкете в области труда и строительства, ростовщичестве, азартных играх и вымогательстве. Риджи также заставлял семью поддерживать свои старые традиции, что Сэм Декавальканте считал жизненно важным. Среди этих традиций особняком стоял обряд посвящения, с помощью пистолета, ножа и сжигания образа святого. Кроме того, когда Риджи, используя свою власть и влияние, устранил со строек штата неквалифицированных рабочих и заменил их членами профсоюза, семья Декавальканте смогла активно воровать из фондов социального обеспечения и пенсионного фонда. Риджи продолжал управлять семьей на протяжении 80х, при поддержке своего заместителя Джироламо «Джими» Палермо и советника Стефано Витабиле («Стив-водила»). Риджи продвинул сына Маджури, Чальза «Большие уши» Маджури в качестве капо нью-аркской группировки, сам встав во главе могущественной группировки Элизабет. В середине 80-х Риджи сдружился с новым влиятельным боссом семьи Гамбино Джоном Готти.
По сведениям Джерри Капечи, в конце 80-х Джон Готти обратился к Риджи за услугой: убить Фреда Вейса, крупного бизнесмена в области санитарии, подозреваемого в предательстве.
Согласно обвинителям, немалую роль в вынесении данного приказа сыграл и Джеймс Фаилла («Коричневый Джимми»), давний капо семьи Гамбино, основным родом деятельности которого являлась переработка мусора. 5 сентября 1989, у себя дома, Риджи приказал своему капо Энтони Ротондо «выполнить приказ любой ценой». Задание было выполнено 11 сентября.

### Действующие боссы
Позднее, в 1989 году, Риджи предстал перед судом за обвинения в рэкете и вымогательстве, выбрав в качестве действующего босса на время своего отсутствия жестокого капо семьи — Гаэтано «Корки» Вастола. Согласно данным правоохранительных органов, босс семьи Гамбино Джон Готти и заместитель Сэмми Гравано («Сэмми Бык») тут же вышли на другого капитана семьи Джона Д’Амато («Малыш Джонни»), задумав убить Вастолу и захватить власть в семье Декавальканте. Однако в 1990 году Риджи осудили и посадили в федеральную тюрьму Форт Дикс, Вастолу же посадили в том же году по обвинению в вымогательстве, что заставило его назначить боссом семьи Д’Амато. К несчастью, Д’Амато поссорился со своей девушкой, которая заявила Энтони Ротондо, что Д’Амато — гомосексуалист. Ротондо тут же поделился этой новостью с влиятельными Джакомо «Джейком» Амари и Стефано Витабиле, которые быстро сообразили, что это отличный повод для того, чтобы разделаться с Д’Амато. Убийство произошло в начале 1992 года; и опять убийцами выступили Винсет Палермо и Джеймс Галло, а с ними и Джонни Талвачио.
Риджи продолжил управлять семьей из своей тюремной камеры, назначив новым действующим боссом Джакомо Амари, управляющим AMI Construction в Элизабет. Все шло хорошо до того, как Амари не начал медленно умирать и умер в 1997 году от рака желудка. Его смерть вызвала вакуум власти в семье. Многие члены организации, например Чарльз Мажури, Фрэнк Полици и советник Стефано Витабиле хотели изменений.

### Управляющий совет
Джованни Риджи, многолетний крюк семьи Декавальканте, оказался в затруднительном положении, когда в конце 90х от рака желудка умер его действующий босс, Джейк Амари. Он организовал «совет», состоящий из 50 наиболее лояльных гангстеров с тем чтобы иметь возможность принимать решения и действовать, обладая полномочиями босса. Этими членами Управляющего совета должны были стать известные лидеры группировки из Элизабет Жироламо Палермо и Винсент Палермо (однофамильцы) и влиятельный лидер группировки Нью-Арка Чарльз Мажури, наряду с общим советником Стефано Витабиле.
Идея совета, однако, взбесила опытного капо Чарльза Мажури, начавшего работать на семью с детства и чувствовавшего, что именно он должен стать единственным Действующим боссом. Чтобы завоевать полный контроль над семьей Декавальканте, Мажури решил разделаться с Винсентом и Джимми Палермо, захватив таким образом контроль над советом, а следовательно и над семьей. Мажури, как считается, нанял Джимми Галло с целью убить Винсента Палермо, капо и самого сильного противника Мажури. Однако, он не учел того, что Галло был союзником и близким другом Винсента Палермо, сообщившим ему о планах Мажури.
В расплату Винсент Палермо решил заказать Мажури, который контролировал рэкет в Нью-Арке и имел сильное влияние в профсоюзах, которые Палермо страстно желал заполучить. Палермо знал, что Мажури нажил себе много врагов, исключая гангстеров из профсоюзных списков на зарплату. С целью убийства, Палермо нанял солдат семьи — Джозефа Маселлу, Энтони Капо и Джеймса Галло.
Три наемника выжидали нужный момент, но были постоянно кем-то окружены и чувствовали что обстановка не благоволит к убийству. Маселла отчитался Палермо, прятавшемуся тогда во Флориде, что покушение провалилось. Тогда Палермо решил отпустить Мажури, считая, что последний уже потерял свою власть.

### Расследования
К концу 1990-х управляющий совет продолжал управлять семьёй Декавальканте. Джованни Риджи все ещё сидел в тюрьме и являлся боссом, однако завоевывающий всё больше власти и влияния Винсент Палермо, вытеснив Мажури, стал официальным Действующим боссом. Палермо управлял из своего стриптиз-клуба «Виглз», где он и другие высокопоставленные члены семьи, такие как Стефано Витабиле, капо Энтони Ротондо, Джузеппе «Пино» Скифиллити, Филипп «Фил» Абрамо и Джироламо «Джимми» Палермо задумали убить нескольких членов семьи, таких как солдаты Фрэнка Д’Амато и Джозефа Маселлу, и даже менеджера Палермо Тома Салвату.
Примерно в те же годы, в 1998 году, началось окончательное крушение семьи Декавальканте. Сторонник семьи Ральф Гуарино вместе с сообщниками организовал знаменитое ограбление Американского Банка и стал информатором. Грабителям удалось увести более 1,6 миллиона долларов, но позднее всех их схватили, и Гуарино предпочел 20 годам отсидки предательство семьи Декавальканте. Как раз к этому времени застрелили Джо Маселлу и Гуарино было предложено стать официальным членом организации.
Также разрабатывался план убийства Фрэнка Д’Амато, и что хуже всего, Ральф Гуарино записал это на плёнку. Теперь ФБР могло схватить и привлечь большинство семьи Декавальканте по одному либо двумя обвинениям. 2 декабря 1999 правоохранительные органы, в рамках широкомасштабной операции арестовали более 20 членов семьи Декавальканте, которая, на то время насчитывала около 70 членов и 100 сторонников.
Они арестовали Винни Палермо в связи с заговором с целью убийства Фрэнка Д’Амато, Чарльза Мажури и других. Арестовали и Джозефа «Тугое ухо» Склафани, члена семьи Декавальканте, который, согласно сделанной ФБР записи вслух говорил о предполагаемом ограблении. А также случайно упомянул и о других бесчисленных правонарушениях, грозясь убить без колебаний любого информатора. Вестли Палосчио, букмекер, также был осуждён, наряду с четырьмя другими обвиняемыми в заговоре с целью убийства Джозефа Маселлу. Множество арестов произошло после того, как сторонник Бонанно, и информатор, Джефри Покросс раскрыл схему «накачки и сброса» акций DMN Capital Investment, по ходу которой дюжина гангстеров убеждала Фонд Пенсионеров покупать никчемные акции. По этому делу арестовали капо Филиппа Абрамо. Правоохранительные органы осадили всю семью, и даже затеяли суд против Джона Риджи, надеющегося выйти в 2003 году, равно как и действующего босса Винсента Палермо, заместителя Джироламо Палермо, советника Стефано Витабиле, капо Энтони Ротондо, Джузеппе Скифилитти, Филиппа Абрамо, Фрэнка Полици и Чарльза Мажури, а также с десяток солдат, включая Джеймса Галло и Энтони Капо.

### Информаторы и суды
Один за другим, некоторые члены семьи Декавальканте решали, что они не желают провести остаток жизни за решеткой. Так наемный убийца Энтони Капо даже стал информатором, рассказав о намерении Винсента Палермо убить Фрэнка Д’Амато, а также как Палермо лично убил в 1989 году по приказу Энтони Ротондо — риелтора Фреда Вейса. Вскоре сдался и сам Ротондо, сознавшись в организации убийств Джона Д’Амато, Луиса Ларассо и Джозефа Маселла, а также заговоре с целью убийства Чарльза Мажури, Фрэнка Д’Амато и Тома Салвата.
После признаний Энтони Ротондо и Энтони Капо, Палермо был вынужден признать возможность того, что при Рудолфе Джулиани, мэре Нью-Йорка, крайне жестко настроенном против преступности, он может получить и смертный приговор, что подвигло его к свидетельствам о своей виновности в рэкете на рынке труда и строительства, вымогательствах, ростовщичестве, азартных играх, наркотрафике, убийствах и заговорах с целью убийств, что привлекало всех капитанов семьи Декавальканте, включая и двух высокопоставленных членов семьи Стефано Витабиле и Джироламо Палермо.

### Современное положение дел и лидерство
Вследствие шокирующих показаний Энтони Капо, Энтони Ротондо, Винсента Палермо и информации полученной посредством Ральфа Гуарино, ФБР арестовало Джованни Риджи, который к тому времени уже пребывал в заключении. Также были арестованы и Джимми Палермо (заместитель босса), Джузеппе Счифилитти (капо), Филипп Абрамо (капо), Фрэнк Полици (капо), Чарльз Мажури (капо) и Стефано Витабиле (советник). ФБР арестовало, а прокуроры выдвинули обвинения практически против каждого члена семьи.
Правоохранительные органы США продолжают предъявлять обвинения, арестовывать и преследовать членов семьи Декавальканте. Как подозревает ФБР, Джованни Риджи все ещё продолжает контролировать семью, даже находясь в тюрьме, при помощи лидеров группировки Элизабет — Франческо «Фрэнка» Гуарачи в качестве действующего босса вместе с заместителем босса Джозефом «Джо» Миранда и опытным солдатом Фрэнком Д’Амато в качестве действующего советника при Стефано Витабиле, которого, наряду с капо Абрамо и Скифилитти, приговорили в 2006 году к пожизненному заключению. Риджи руководил семьей, находясь в заключении с 1992 по 2012 год, 3 августа 2015 года он скончался. Сейчас в семье Декавальканте насчитывается около 85 членов и 1000 сторонников.

## Боссы преступной семьи Декавальканте
- 1911—1947 — Гаспар Д’Амико (отошёл от дел вследствие вражды между группировками Нью-Арка и Элизабет в 1937 году)
- 1947—1955 — Стефано «Стив» Бадами (убит в 1955 году вследствие очередного конфликта между двумя группировками)
- 1955—1957 — Филиппо «Фил» Амари (заменён Ником Делморе из-за войны между группировками Нью-Арка и Элизабет. Группировка Элизабет впоследствии сформирует семью, сегодня известную как Декавальканте, но вследствие внутренней вражды он уйдет в отставку)
- 1957—1964 — Николас «Ник» Делморе (признан первым официальным боссом семьи Декавальканте, посещал конференцию в Аппалачине в 1957 году, но ушел в отставку вследствие болезни и умер по причинам плохого здоровья в 1964)
- 1964—1975 — Симоне «Сэм Водопроводчик» Декавальканте (племянник Ника Делморе, присоединил к семье группировку Нью-Арка, удвоив количество её членов и прибыли. Ушел в отставку в 1975. Умер в 1997.)
- 1975—1980 — Джованни «Джон Орел» Риджи (действующий босс)
- 1980—1990 — Джованни Риджи (босс) (осужден за вымогательство и рэкет, приговорен к 15 годам тюрьмы)
- 1990—1991 — Джованни Риджи (босс, в заключении) Гаэтано «Корки» (действующий босс, в заключении)
- 1991—1992 — Джованни Риджи (босс, в заключении), Джон «Малыш Джонни» Д’Амато (действующий босс, убит)
- 1992—1994 — Джакомо «Джейк» Амари (действующий босс/заместитель босса, умер от рака желудка)
- 1994—2000 — Управляющий совет (уличные боссы) Винсент «Винни Океан» Палермо (стал информатором в 2000), Чарльз Мажури (в заключении), Джироламо «Джимми» Палермо (домашний арест) (Управляющий совет распущен.)
- 2000—2002 — Джованни Риджи (босс, в заключении), Стефано Витабиле (действующий босс/советник, в заключении)
- 2002—2008 — Джованни Риджи (босс, в заключении), Франческо Гуарачи (уличный босс), Джироламо Палермо (заместитель босса, в заключении), Стефано Витабиле (советник, в заключении), Фрэнк Д’Амато (действующий советник).
- 2008—2010 — Франческо Гуарачи (босс, умер 14 апреля 2016 года.[3]), Джозеф Миранда (заместитель босса), Фрэнк Д’Амато (советник).
- 2010—н.д. — Чарльз Мажури

## Лидеры семьи
- Джованни «Джон Орёл» Риджи — давний босс семьи Декавальканте с 1970-х. Главный союзник босса семьи Гамбино Джона Готти. Осужден по обвинениям в рэкете и вымогательстве в 1990 году и отбывал 15-летний срок. Вышел на свободу в 2012 году.

- Франческо «Фрэнк» Гуарачи — Капо, продвинут на должность действующего босса в 2006 вследствие широкого преследования семьи. Действует в составе группировки Элизабет вместе с новым заместителем босса Джозефом Миранда. Уроженец Сицилии.

- Джозеф «Джо» Миранда — Действующий заместитель босса преступной семьи Декавальканте. Капо на протяжении 80х и союзник Джона Риджи. Действует в группировке Элизабет, основной род деятельности — рэкет и вымогательства. Считается главным консультантом семьи.

- Стефано Витабиле — уважаемый советник при Джоне Риджи. Осужден по обвинениям в рэкете, вымогательствах и трех попытках преступного сговора с целью убийства. В 2006 году Витабиле был приговорен к пожизненному заключению с двумя его капо.